# Broad Oak (Kent)
Pour les articles homonymes, voir Broad Oak.
Broad Oak  est une localité d' Angleterre situé dans l'est du comté du Kent, au nord de Sturry.
Certains des bâtiments du village sont très anciens — Mead Manor, par exemple, est mentionné dans le Domesday Book[réf. souhaitée]. 